# Bangsia rothschildi
Bangsia rothschildi là một loài chim trong họ Thraupidae.